# 西德尼·乔治·赖利

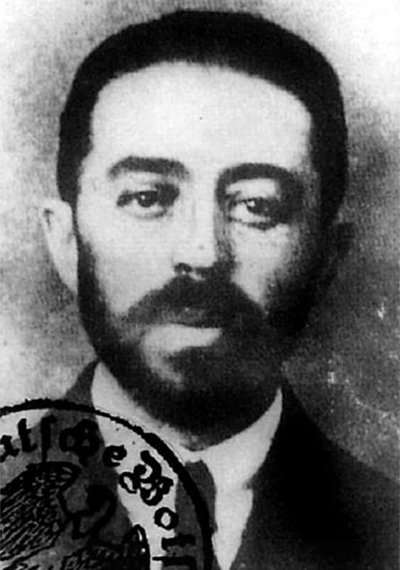
西德尼·乔治·赖利

西德尼·乔治·赖利（英語： 1873年—1925年11月5日）通称“王牌间谍”，是一位英国籍俄罗斯裔的冒险家、特工，受雇于英国秘密情报局。据称他曾至少为四个国家工作。档案资料显示他曾于19世纪90年代伦敦的俄国人群体、20世纪初日俄战争前夕的中国东北、十月革命后1918年在英国驻莫斯科代理总领事罗伯特·布鲁斯·洛克哈特领导下从事颠覆苏俄布尔什维克政权的间谍活动。赖利于20年代在从事颠覆布尔什维克的活动中在苏俄失踪。据信，赖利在托拉斯行动中被国家政治保卫总局诱骗回苏俄后逮捕处决。
西德尼·赖利是伊恩·弗莱明创作詹姆斯·邦德这一角色的灵感之一。